# Kenzie Dysli

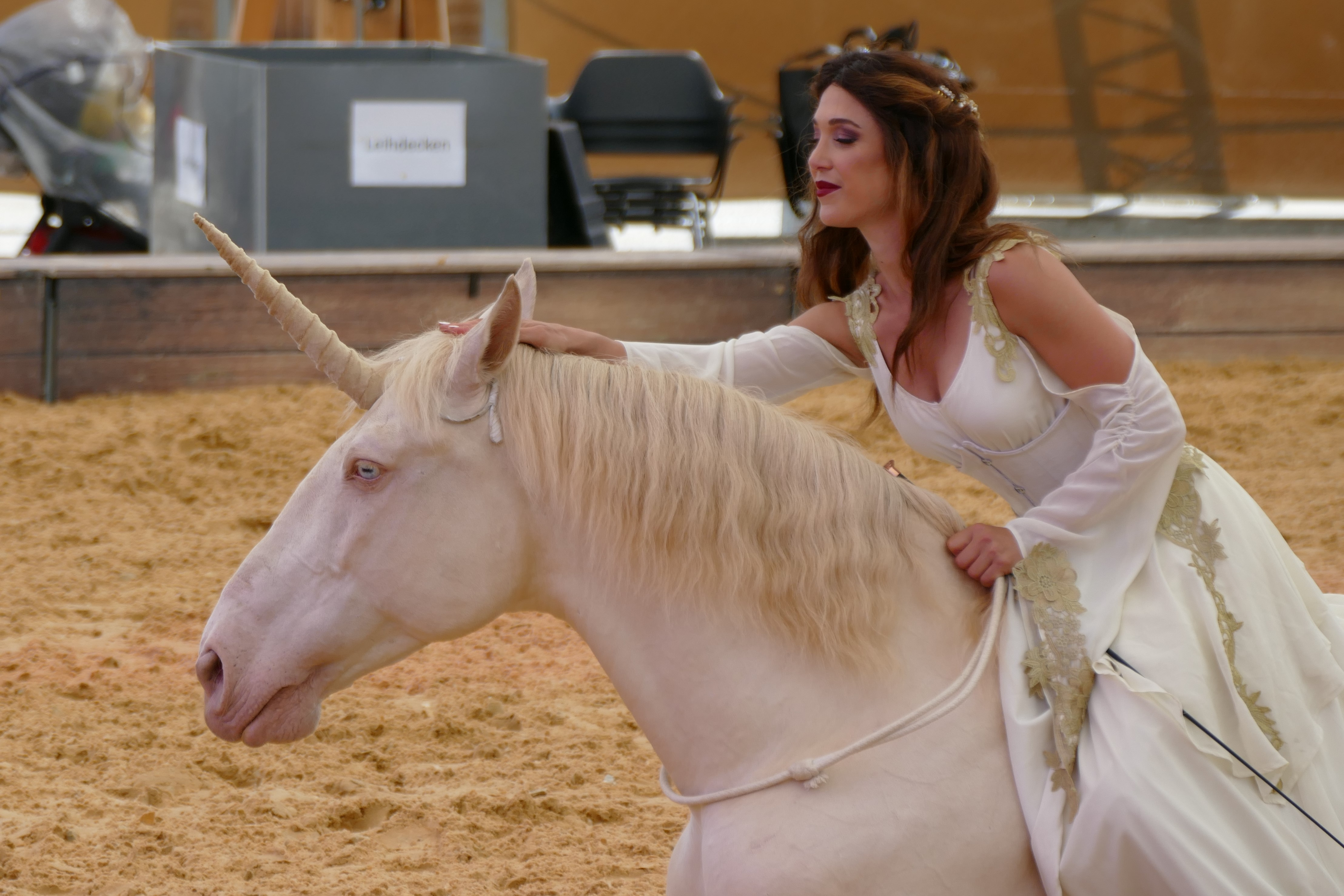
Kenzie Dysli bei einem Auftritt bei einer Cavalluna Show 2023

Kenzie Dysli (* 2. Oktober 1991) ist eine Schweizer Pferdetrainerin, Reiterin und Filmschauspielerin.

## Leben
Kenzie Dysli ist die Tochter des 2013 verstorbenen Westernreiters Jean-Claude Dysli. Sie lebt mit ihrer Familie und ihrem älteren Bruder Raphael, ebenfalls Westerntrainer, auf der Hacienda „Buena Suerte“ in Andalusien. Des Weiteren lebt und arbeitet Kenzie mit ihren Pferden auf der Bonda-Ranch in Thüringen.

## Werdegang
Bekanntheit erlangte Dysli durch die Kinofilme Ostwind, Ostwind 2 und Ostwind 3, bei denen ihre Pferde Atila, James und Sasou die tierischen Helden spielen und sie selbst als Double der Hauptdarstellerin Hanna Binke fungierte. Außerdem hat sie im zweiten und dritten Teil der Filmreihe jeweils eine kleine Rolle. Ihr Hund verkörpert in Ostwind 3 den Hund von Fanny.
Außerdem spielten sie und ihre Pferde in der Filmreihe Wendy mit.
Mit dem Fernsehregisseur und Produzenten Armin Ulrich entstand 2012 der Lehrfilm Motiviere Dein Pferd, bei dem sie den Weg zur Freiheitsdressur und Zirzensik vermittelt. Die Pferdefotografin Gabriele Boiselle widmete ihr das Buch Kenzie Dysli und die Pferde, das den Werdegang der jungen Reiterin beschreibt.
2018 war Dysli bei der Pferdeshow Cavalluna – Welt der Fantasie von der Apassionata World GmbH für die reiterliche Umsetzung des Drehbuchs verantwortlich. In der Show CAVALLUNA – „Legende der Wüste“ ging sie ab Oktober 2019 in der Hauptrolle als Prinzessin Samira mit auf Tour.

## Publikationen
- Motiviere Dein Pferd – Der Weg zur Freiheitsdressur und Zirzensik. Regie Armin Ulrich, Arminius Media, 2012, DVD.

## Auszeichnungen
- 2015: Kindermedienpreis Der weiße Elefant (Sonderpreis als Pferdetrainerin) für Ostwind 2